# Dwergbuidelmarter
De dwerg- of noordelijke buidelmarter (Dasyurus hallucatus) is een roofbuideldier uit het geslacht der buidelmarters (Dasyurus). De wetenschappelijke naam van de soort werd voor het eerst geldig gepubliceerd door John Gould in 1842.

## Uiterlijk

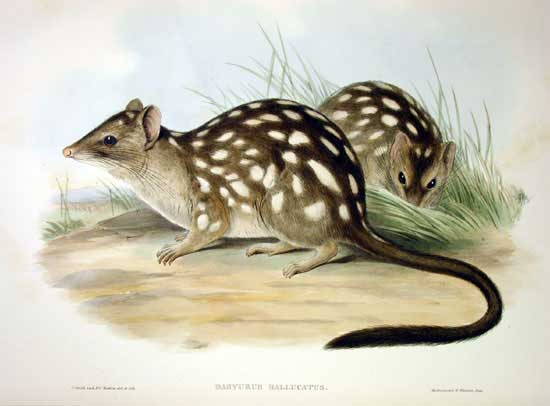
De dwergbuidelmarter afgebeeld in John Goulds Mammals of Australia (1863)

De dwergbuidelmarter is de kleinste Australische buidelmarter en dit dier heeft een lichaamslengte van 25 tot 37 cm en een staartlengte van 20 tot 34.5 cm. Het gewicht varieert van 350 gram tot 1.1 kg. Vrouwelijke dieren zijn kleiner en lichter dan de mannelijke dieren. Net als de overige buidelmarters heeft deze soort een bruine vacht met kleine of grotere witte vlekken. De buikzijde is lichter van kleur. Zijn staart is bruin en aan het einde wit.

## Leefwijze
De dwergbuidelmarter is een solitair levende bodembewoner, die overigens wel goed kan klimmen. Over het algemeen is dit buidelroofdier 's nachts actief en slaapt het overdag in een hol. De dwerbuidelmarter voedt zich voornamelijk met insecten, maar ook kleine gewervelde dieren als kikkers, hagedissen, kleine vogels en knaagdieren worden gegeten evenals aas, vruchten en (in door mensen bewoonde gebieden) afval. Een opmerkelijk fenomeen in de voortplanting van de dwergbuidelmarter is dat mannelijke dieren slechts eenmaal kunnen paren. Door ernstige hormonale verstoringen in het lichaam die met de paartijd gepaard gaan, sterven de mannelijke dieren kort na de paartijd. De dwergbuidelmarter deelt dit opmerkelijke fenomeen met enkele andere roofbuideldieren als de breedvoetbuidelmuizen, de penseelstaartbuidelmuizen en de gespikkelde buidelmuis.

## Leefgebied
De dwergbuidelmarter is de enige Australische buidelmarter die nog in een groot gedeelte van zijn oorspronkelijke verspreidingsgebied voorkomt. Eucalyptusbossen en rotsgebieden in noordelijk Australië vormen het leefgebied van deze soort. Er zijn verschillende subpopulaties, in onder meer de Pilbara in West-Australië, de Top End van Noordelijk Territorium, het Kaap York-schiereiland en Zuidoost-Queensland. Het aantal dwergbuidelmarters in delen van Queensland en Noordelijk Territorium is achteruitgegaan na de komst van de geïntroduceerde reuzenpad (Bufo marinus), een giftige paddensoort die oorspronkelijk uit Neotropisch Amerika afkomstig is.

## Dierentuinen
In gevangenschap is de dwergbuidelmarter in Territory Wildlife Park (Noordelijk Territorium), Adelaide Zoo (Zuid-Australië), Perth Zoo (West-Australië) en Daintree Wild Zoo (Queensland) te zien.
Nieuw-Guinese gevlekte buidelmarter (Dasyurus albopunctatus) · Dasyurus dunmalli† · Zwartstaartbuidelmarter (Dasyurus geoffroii) · Dwergbuidelmarter (Dasyurus hallucatus) · Grote buidelmarter (Dasyurus maculatus) · Dasyurus spartacus · Gevlekte buidelmarter (Dasyurus viverrinus)